# سوزانا هاريسون
سوزانا هاريسون (بالإنجليزية: Susannah Harrison)‏ (17 يناير 1752 - 17 يناير 1784)؛ كاتِبة وشاعرة بريطانية.